# Melody Gospel
Melody Gospel foi uma gravadora e produtora musical paranaense de música cristã contemporânea fundada pela cantora Suellen Lima juntamente com sua mãe Sirlei Lima, no final de 2007, na cidade de Curitiba.
A gravadora também atuou com um estúdio na cidade de Wellington, no estado da Flórida, nos Estados Unidos.

## História
Após sair da gravadora Sião Records, sempre determinada com sonhos e vários projetos, Suellen Lima, juntamente com sua mãe Sirlei Lima, fundou sua própria gravadora, a Melody Gospel. Desde então, a cantora lançou no mesmo ano o álbum Feliz D+ - Volume 1, projeto voltado para o público infantil, e o álbum Milagres em 2009.
Vários artistas já passaram pela gravadora, como Dedé Santana Júnior, Canarinhos de Cristo, Carlos Japurã, Banda Campeiros de Cristo, Nicoli Francini e Wilian Frassetto.
Em 30 de janeiro de 2014, a gravadora assinou um contrato de distribuição com a Sony Music Brasil. Na noite do mesmo dia, foi realizado um evento, onde compareceram profissionais de rádio, televisão, artistas e amigos. No evento, foi apresentado o álbum de Suellen Lima chamado Jesus Simplesmente Tudo, que foi lançado em abril de 2014 pela Sony Music.
No ano de 2015, a gravadora realizou o evento 2º Festival Melody Gospel de Música, com o objetivo de descobrir, incentivar e apresentar ao público novos talentos da música evangélica. No festival, ocorreu um sorteio onde o ganhador concorreu a uma gravação de um CD na gravadora com a produção de Adilson K. Rodrigues, produtor musical que possui produções de alta qualidade em grandes nomes da música evangélica brasileira em seu currículo.
No ano de 2020, a gravadora encerrou suas atividades, tendo como último lançamento o álbum Conduz, da cantora Kedma Wenz.